# وید کراسرود (آلاباما)
وید کراسرود (به انگلیسی: Weed Crossroad) یک منطقهٔ مسکونی در ایالات متحده آمریکا است که در آلاباما واقع شده‌است. وید کراسرود ۱۳۸٫۰۸ متر بالاتر از سطح دریا واقع شده‌است.